# Buddy Adler
E. Maurice "Buddy" Adler (Nova Iorque, 22 de junho de 1906 - Los Angeles, 12 de julho de 1960) foi produtor de cinema estadunidense e ex-chefe de produção dos estúdios da 20th Century Fox. Ele ganhou um Oscar de melhor filme em 1954 por A Um Passo da Eternidade.

## Filmografia
- Flaming Star  (1960, mas morreu uma semana antes das filmagens começarem)
- The Inn of the Sixth Happiness  (1958)
- South Pacific  (1958)
- A Hatful of Rain  (1957)
- Heaven Knows, Mr. Allison  (1957)
- Anastasia  (1956)
- Bus Stop  (1956)
- The Revolt of Mamie Stover  (1956)
- The Bottom of the Bottle  (1956)
- The Lieutenant Wore Skirts  (1956)
- The Left Hand of God  (1955)
- Love Is a Many-Splendored Thing (1955)
- House of Bamboo  (1955)
- Soldier of Fortune  (1955)
- Violent Saturday  (1955)
- From Here to Eternity  (1953)
- Last of the Comanches (1953)
- The Harlem Globetrotters  (1951)
- Saturday's Hero  (1951)
- A Woman of Distinction  (1950)
- Tell It to the Judge  (1949)
- The Dark Past  (1948)
- Quicker'n a Wink (1940)